# Batesville (Arkansas)
Batesville – miasto w Stanach Zjednoczonych, w stanie Arkansas, siedziba administracyjna hrabstwa Independence.